# Serixia paradoxoides
Serixia paradoxoides là một loài bọ cánh cứng trong họ Cerambycidae.